# David Mendenhall
David Mendenhall (Oceanside, Califórnia, 13 de Junho de 1971) é um ator e dublador estadunidense, mais conhecido por suas participações em filmes como Space Raiders, Over the Top e The Transformers: The Movie. Apesar de ter feito relativo sucesso durante a década de 1980, sua carreira foi paralisada em 1990, quando ele terminou as gravações do filme Streets, ao lado de Christina Applegate. Atualmente ele é formado em Direito, e vive na Califórnia, ao lado da família, que inclui a atriz Marissa Mendenhall.

## Filmografia

### Televisão
- 1988 Our House como J.R. Dutton
- 1986 General Hospital como Mike Webber
- 1985 The Twilight Zone como Richard Jordan Jr.
- 1985 The Berenstain Bears como Irmão Urso
- 1985 Galtar and the Golden Lance como Zorn
- 1984 Transformers como Daniel Witwicky
- 1983 Saturday Supercade como Joey
- 1983 Taxi como Jason
- 1983 Diff'rent Strokes como Sidney
- 1982 Puff and the Incredible Mr. Nobody como Terry

### Cinema
- 1990 Streets como Sy
- 1989 The Secret of the Ice Cave como Alex Ostrow
- 1987 Going Bananas como Ben
- 1987 They Still Call Me Bruce como Billy White
- 1987 Over the Top Michael Hawk
- 1986 The Transformers: The Movie como Daniel Witwicky
- 1985 Rainbow Brite and the Star Stealer como Krys
- 1983 Space Raiders como Peter